# جیمز برسفورد (بازیکن فوتبال)
جیمز برسفورد (انگلیسی: James Beresford؛ زادهٔ) بازیکن فوتبال اهل بریتانیا است.
از باشگاه‌هایی که در آن بازی کرده‌است می‌توان به باشگاه فوتبال آکرینگتون، باشگاه فوتبال بلکبرن روورز، و باشگاه فوتبال هاید اشاره کرد.